# La caza (álbum)
La caza es un EP de la banda Lori Meyers lanzado en 2005 en España. 

## Lista de canciones
1. "La caza" - 3:02
2. "El aprendiz" (demo) - 3:56
3. "Mujer esponja" (directo) - 4:05
4. "Interior exterior" - 3:22